# Cavg
Cavg (також, Cmean) — це середня концентрація лікарського засобу в центральній системі кровообігу впродовж інтервалу дозування в стаціонарному стані. Розраховується за
{\displaystyle C_{\text{avg}}={\frac {AUC_{\tau ,{\text{ss}}}}{\tau }}}
де {\displaystyle AUC_{\tau ,{\text{ss}}}} – площа під кривою і {\displaystyle \tau } інтервал дозування.

## Дивіться також
- Площа під кривою (фармакокінетика)
- Cmax (фармакологія)